# Kao Pao-shu
Dans ce nom chinois, le nom de famille, Kao, précède le nom personnel.
Kao Pao-shu (高寶樹, Gāo Bǎoshù) est une actrice et réalisatrice hongkongaise, ayant joué dans une centaine de films et réalisé une dizaine.
Originaire de Chine continentale, elle s'installe à Hong Kong en 1951 et entre aux studios Shaw Brothers en 1958 ; parallèlement à sa carrière d'actrice elle occupe des fonctions au sein du service de post-synchronisation et participe à deux films en tant qu'assistant-réalisateur. Elle signe son premier film en 1971 et quitte peu après la Shaw Brothers pour poursuivre sa carrière dans le cinéma indépendant. Elle fonde ainsi avec son second mari sa propre société de production, Park Films. Son film Fureur à Hong-Kong est le dixième film hongkongais à avoir été distribué en France, en 1973.
Elle meurt en 2000.

## Filmographie partielle

### Actrice
- 1963 : The Love Eterne : Mme Meng
- 1963 : Empress Wu Zetian : dame Shang Kuan
- 1964 : The Story of Sue San : Mme Pi
- 1964 : The Dancing Millionairess : madame Sun, gouvernante de mademoiselle Mei
- 1965 : Sons of Good Earth : Mme Chang Erh Hu
- 1965 : Temple of the Red Lotus : Gan Su-mei, tante de Lian-zhu, une experte en arts martiaux créatrice du style d'épée propre à la famille Gan
- 1966 : The Monkey Goes West : une dame hospitalière
- 1967 : The Goddess of Mercy  : Miao Yun, Miao Shang
- 1968 : Mist Over Dream Lake
- 1972 : Les Maîtres de l'épée (épisode L'Arc de fer) : l'aubergiste

### Réalisatrice
- 1971 : Lady with a Sword, avec Lily Ho
- 1971 : The Desperate Chase, avec Jimmy Wang Yu
- 1972 : Fureur à Hong-Kong (The Cannibals)
- 1973 : Win Them All, avec Hu Chin, Yasuaki Kurata et Hsu Feng
- 1974 : The Virgin Mart, avec Betty Ting Pei et Hu Chin
- 1975 : Female Fugitive, avec en:Michael Chan (actor), elle-même et Hu Chin
- 1976 : Wrong Side of the Track, avec elle-même et Hu Chin
- 1977 : The Damned[4], avec Angela Mao et Lo Lieh
- 1980 : The Master Strikes, avec Ching Siu-tung